# Курасовщина (платформа)
Курасо́вщина (бел. Курасоўшчына) — железнодорожный остановочный пункт Минского отделения Белорусской железной дороги, расположенный в Минске на линии Минск — Барановичи-Полесские, между остановочными пунктами Столичный и Роща. Непосредственно вблизи остановочного пункта находятся микрорайоны Курасовщина и Брилевичи. Участок Курасовщина — Роща является самым коротким (~1,16 км) на линии Минск — Столбцы.

## История
Движение поездов до Курасовщины началось в 1905 году от Виленского вокзала (ныне — вокзал станции Минск-Пассажирский), поездами пользовались зажиточные горожане для подъезда к располагавшимся здесь дачам (одна из которых — Белая дача). Как платформа пригородных поездов, Курасовщина известна с середины 1960-х годов. В 1975 году остановочный пункт был электрифицирован переменным током (~25 кВ) в составе участка Минск — Столбцы
До начала 1980-х годов остановочный пункт назывался «Дзержинский» по аналогии с расположенным рядом одноимённым микрорайоном по улицам Ландера, Корженевского и Казинца, многие дома которого были построены заводом полупроводниковых приборов им. Ф. Э. Дзержинского, позже вошедшего в состав НПО «Интеграл». В 1981 году остановочный пункт был переименован, из-за возникающей путаницы со станцией в городе Дзержинск на этой же линии.
В декабре 2015 года начались работе по реконструкции остановочного пункта. Открытие платформы состоялось 1 мая 2017 года, реконструированы были пассажирские посадочные платформы, здания и сооружения, контактная сеть и выполнено путевое переустройство.

### Достопримечательности
Возле станции, в районе Старо-Койдановского шоссе (ныне микрорайон по ул. Ландара) находятся 3 могильных кургана, которые в 1930 году обследовал Антон Ольгердович Рынейский, в 1980-е годы один курган был раскопан Пётр Русов. Похоронный обряд — возложение трупа на материк, головой на запад. В захоронении были найдены золотые стеклянные бусы бочкообразной и цилиндрической формы, которые датируется XI веком. В 2008 году, Юрием Зайцем было проведено обследование, единственного сохранившегося круглого кургана диаметром 5 метро и высотой около 2-х метров.

## Устройство станции
Остановочный пункт Курасовщина расположен в прямом участке пути, на подходах к которому находятся кривые участки пути с обеих сторон. Остановочный пункт электропоездов представляет собою две боковые платформы длиною ~210 м.
Сообщение между платформами осуществляется посредством подземного пешеходного перехода, оборудованном подъёмником, для людей с ограниченными возможностями. Обе платформы оборудованы навесами, на платформе в сторону Института Культуры имеется постройка с билетными кассами и залом ожидания. В ходе реконструкции были установлено терминальное оборудование АСУ «Экспресс». Территория на участке от станции Минск-Сортировочный до МКАД ограждена.

## Пассажиропоток
На платформе останавливаются поезда региональных линий экономкласса (пригородные электрички), ежедневно проходят 8 пар электропоездов на Барановичи и 8 пар до станции Столбцы. Время в пути до остановочного пункта Институт культуры составляет 9 минут. За 2016 год здесь отправлено более 500 000 пассажиров. За первый квартал 2017 года — около 95 тыс. человек.
Выходы с платформ осуществляется к улицам Ландера и Наполеона Орды, имеется пересадка на городские автобусы, следующие от остановочного пункта в жилые районы Малиновка, Курасовщина, Лошица, Чижовка, Ангарская, а также в направлении центра города.